# بيرسونية أرضية

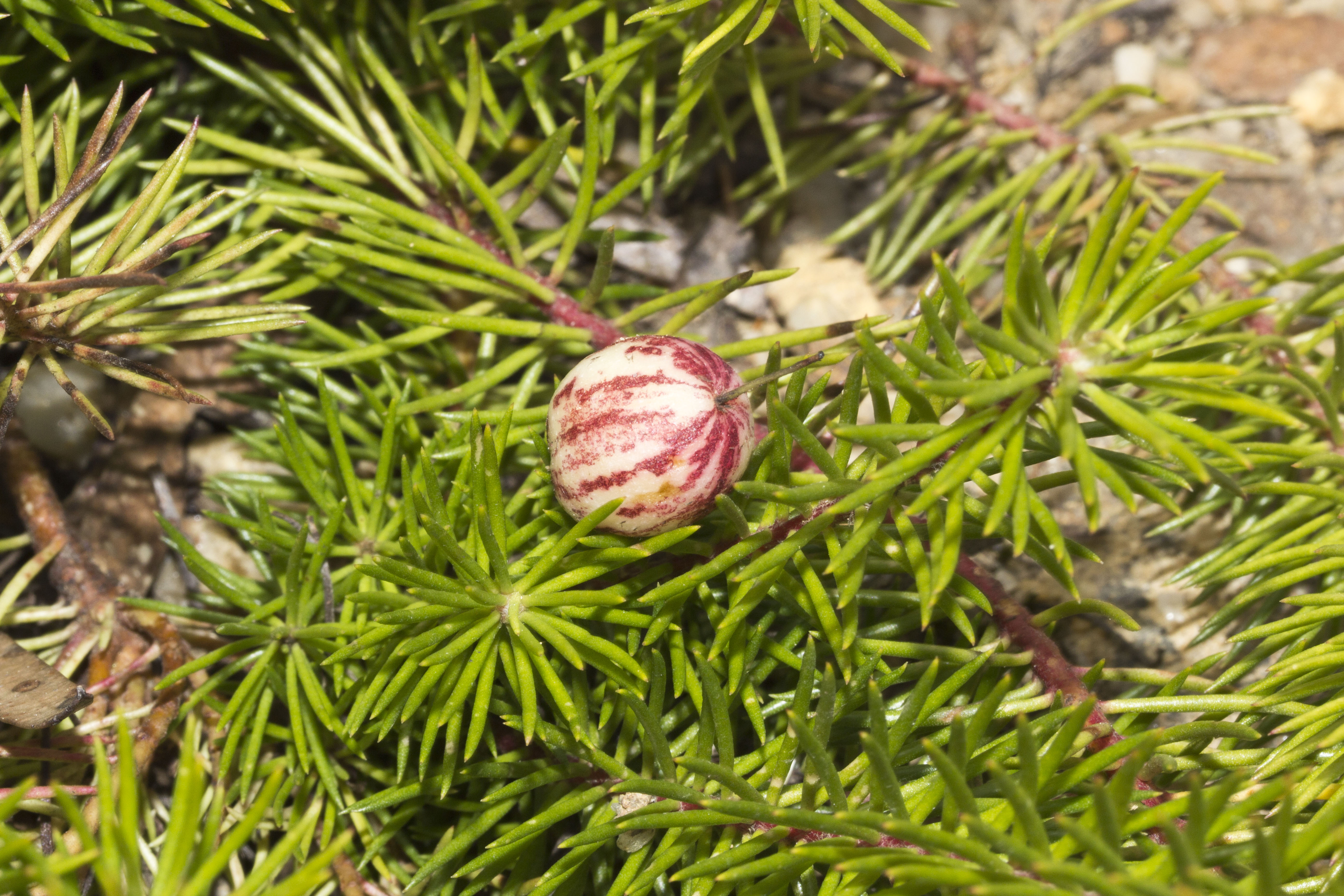
Drupe from Narrow Neck, Blue Mountains

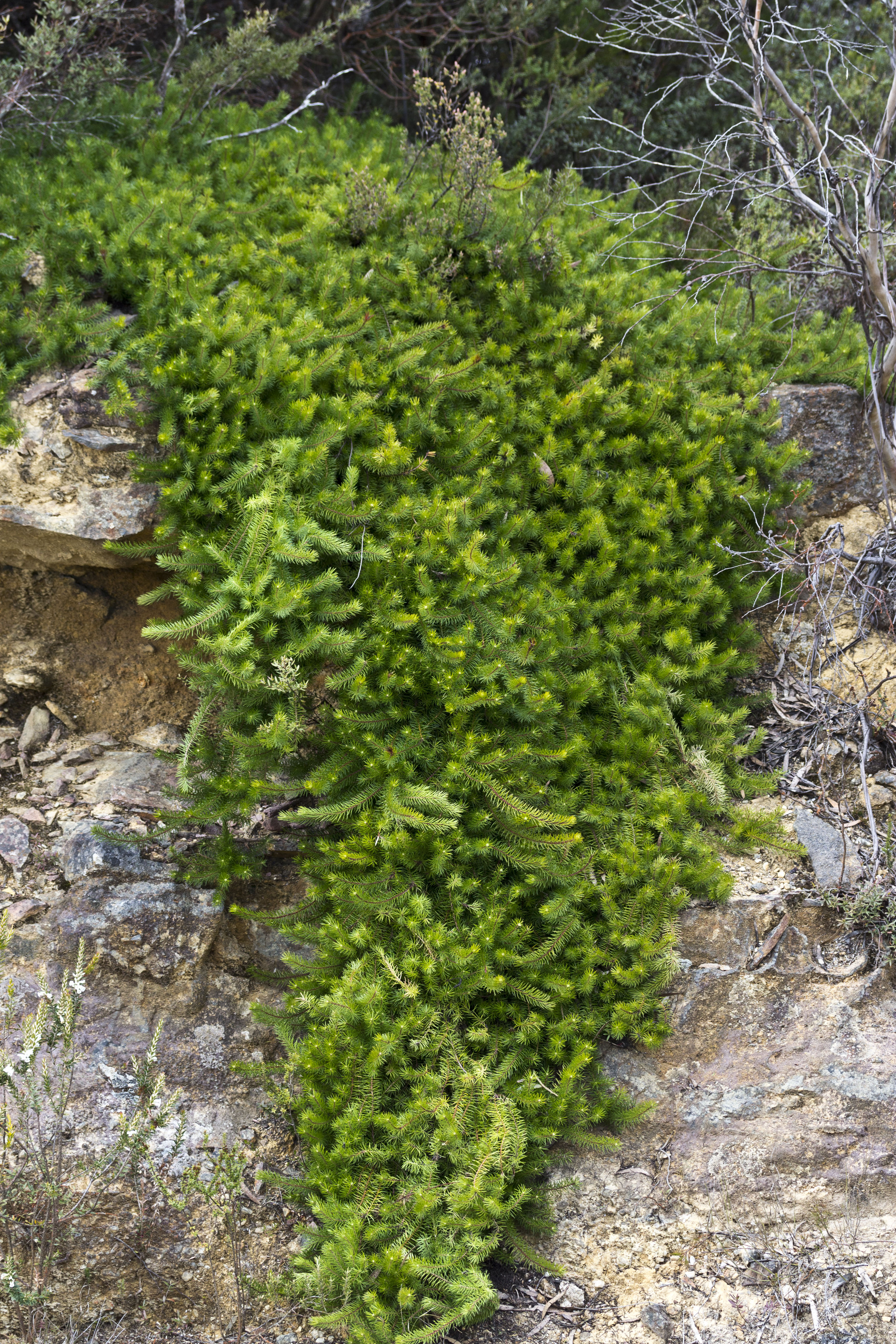
Large plant showing typical habit, Narrow Neck, Blue Mountains

بيرسونية أرضية (الاسم العلمي:Persoonia chamaepitys) هي نوع غير مؤكد من النباتات تتبع جنس البيرسونية من الفصيلة البروطية.